# بلک‌گیز
بلک‌گیز (انگلیسی: Blackgaze) یک ژانر تلفیقی است که عناصر بلک متال و شوگیز را ترکیب می‌کند.